# Toto
För andra betydelser, se Toto (olika betydelser).
Toto är en amerikansk musikgrupp som bildades i Los Angeles 1977. Bandet består för närvarande av Joseph Williams, Steve Lukather (gitarr, sång) och David Paich (keyboard, icke turnerande) med Robert "Sput" Searight (trummor), Dominique "Xavier" Taplin (keyboard, sång), Steve Maggiora (keyboard, sång), Warren Ham (blåsinstrument, sång) och John Pierce (bas) som turnémusiker. Toto är kända för en musikstil som blandar element från pop, rock, soul, funk, progressiv rock, hårdrock, R&B och jazz.
Keyboardisten David Paich och trummisen Jeff Porcaro hade spelat tillsammans som studiomusiker på flera album och bestämde sig under 1970-talets andra halva för att bilda ett band. David Hungate (basgitarr), Lukather, Steve Porcaro (klaviatur) och Bobby Kimball (sång) rekryterades innan gruppens första album gavs ut. Bandet hade stor kommersiell framgång i slutet av 1970-talet och på 1980-talet, som började med bandets självbetitlade debutalbum 1978. Originalsättningen av bandet gav också ut Hydra (1979) och Turn Back (1981) innan man gav ut det kritikerrosade och kommersiellt framgångsrika Toto IV 1982. Albumet gjorde Toto till en av de bäst säljande musikgrupperna under 1980-talet och emottog sex Grammy-nomineringar.
Då Isolation gavs ut 1984 hade Kimball och Hungate ersatts av Fergie Frederikssen och Mike Porcaro. Frederikssen sparkades därefter och på Fahrenheit (1986) och The Seventh One (1988) var Williams sångare i bandet. Williams sparkades 1988 och ersattes under en kort period av Jean-Michel Byron. Inför utgivningen av Kingdom of Desire (1992) avled Jeff Porcaro, och ersattes snart av Simon Phillips. 1995 bestod gruppen av Lukather, Paich, Mike Porcaro och Phillips, då man gav ut Tambu. 1998 återvände Kimball till Toto, och man gav ut albumen Mindfields (1999), Through the Looking Glass (2002) och Falling in Between (2006). Från 2005 ingick också keyboardisten Greg Phillinganes i bandet.
Den 6 juni 2008 meddelade Lukather att gruppen splittrats och slutat spela för gott. Den 26 februari 2010 meddelade Toto dock att de återförenats för en kort Europaturné till förmån för den då ALS-sjuke Mike Porcaro. Sedan 2010 har Toto bestått av Lukather, Paich, Steve Porcaro och Williams. 2015 gav man ut sitt 13:e studioalbum, Toto XIV. I slutet av 2019 meddelade bandet sitt andra uppbrott, men var tillbaka året därpå: nu endast med Lukather och Williams tillsammans med flera turnémusiker som nu turnerar flitigt.
Bandet har givit ut totalt 13 studioalbum och har sålt över 40 miljoner album  världen över. Gruppen har tilldelats flera Grammy Awards och blev 2009 invalda i Musicians Hall of Fame and Museum. Bland gruppens mest kända låtar, kan nämnas: "Hold the Line", "Rosanna" och "Africa".

## Historik

### 1977–1981: De första åren
Totos medlemmar hade tidigare medverkat på album av Steely Dan, Seals and Crofts, Boz Scaggs, Sonny and Cher och många andra, och hade medverkat på många populära album på 1970-talet. Keyboardisten David Paich började bli känd efter att ha skrivit mycket av materialet till Scaggs album Silk Degrees. Efter att han spelat mycket i studion med trummisen Jeff Porcaro, som han först träffat när han gick på Grant High School i North Hollywood och spelat tillsammans med i bandet Rural Still Life, började de diskutera möjligheterna att bilda ett eget band. De hade tidigare under en turné med Boz Scaggs spelat med basisten David Hungate och gitarristen Steve Lukather, vilka de också bjöd in till gruppen. Även Jeff Porcaros bror, Steve Porcaro, anslöt sig till bandet. Lukather och Steve Porcaro var klasskamrater och hade fortsatt med bandet Rural Still Life efter att Paich och Jeff slutat skolan. Bobby Kimball rekryterades som sångare och bandet började arbeta med sitt debutalbum 1977 efter att ha skrivit ett kontrakt med Columbia.
Strax efter att bandet bildats började Paich skriva vad som skulle komma att bli bandets självbetitlade debutalbum Toto. Enligt en populär myt, under de första inspelningsessionerna, så skrev Jeff Porcaro ordet "Toto" på demobanden för att skilja dem från andra gruppers demoband. I början av 1980-talet sade bandmedlemmarna till pressen att bandet döptes efter hunden i Trollkarlen från Oz. Efter att albumet var färdiginspelat hade varken bandet eller albumet ett namn. Efter att ha sett "Toto" på demobanden förklarade Hungate för de övriga att "Toto" på latin betyder "hela" och bandet valde till slut att använda namnet. Efter utgivningen, klättrade Toto snabbt på albumlistorna efter succén med singeln "Hold the Line". Även "I'll Supply the Love" och "Georgy Porgy" gavs ut som singlar. Bandet fick internationell uppmärksamhet och blev nominerade till en Grammy Award för "Best New Artist". Kort därefter, i början av 1979, inledde Toto sin första USA-turné för att promota albumet. För turnén, tog Toto med sig två extra musiker, Tom Kelly (gitarr, kör) och Lenny Castro (slagverk), för att få ytterligare ett djup i soundet, och fortsatte sedan att ta med sig musiker för alla efterföljande turnéer.
Efter den första turnén började bandet arbeta på sitt nästa album, Hydra, som gavs ut senare samma år och innehöll singeln "99", inspirerad av George Lucas kultfilm THX 1138. Nästan 30 år senare erkände Steve Lukather att han, trots låtens popularitet, hatade "99", och att det är en av Totos låtar som han minst gillar. Bandet släppte även fyra musikvideor från albumet, däribland titelspåret. Trots att albumet Hydra misslyckats med att nå samma kommersiella framgång som Toto, sålde det ändå guld och platina i USA respektive Kanada. Efter utgivningen påbörjade bandet "Hydra Tour", som innehöll konserter i både USA och Japan. Turnén pågick från februari till juni 1980. I början av 1981 släppte Toto sitt tredje studioalbum, Turn Back. Albumet var en satsning på arenarock och hade tyngre gitarrer och mindre keyboard än på de två föregående albumen. Den 15 december 1981 blev Kimball arresterad för att ha sålt kokain till en polis som var undercover.

### 1982–1990: Internationellt genombrott

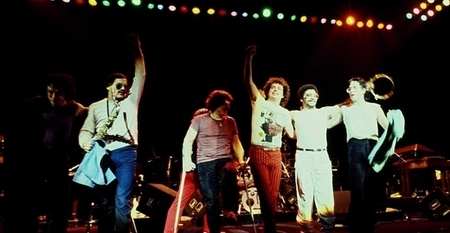
Toto live i London 1982.

1982 blev ett mycket framgångsrikt år för gruppen. Efter den dåliga försäljningen av Turn Back var bandet under stor press från skivbolaget att producera ett nytt bra album. Med Toto IV hade bandet ett av de mest kommersiellt framgångsrika albumen från 1980-talet. Albumet innehöll tre singlar som nådde topp-10 på Billboard Hot 100: "Rosanna", "Africa" och "I Won't Hold You Back". Albumet tog sig också in på flera listor utomlands, och introducerade bandet för en ny publik världen över. "Africa" toppade singellistorna i USA, Nya Zeeland och Kanada och spelades ständigt på radio runt om i världen, men det var med "Rosanna" som gruppen fick flera Grammy-nomineringar. Toto IV fick sju Grammy Awards, bland annat "Album of the Year", "Producer of the Year" och "Record of the Year" för "Rosanna". Under denna period dejtade Steve Porcaro skådespelerskan Rosanna Arquette, men låten handlar, enligt David Paich, inte om henne. I musikvideon till låten spelar Cynthia Rhodes huvudrollen. Förutom "Africa" och "Rosanna" gavs också "Make Believe" ut som singel. Toto turnerade under hela 1982. Innan Toto IV-turnén inleddes valde basisten Hungate att lämna gruppen. Hungate, som 1982 flyttat till Nashville för att satsa på en karriär som studiomusiker och producent, ansåg att berömmelsen som Toto IV drog med sig skulle hindra honom från att umgås med sin familj. Mike Porcaro ersatte honom och medverkade i samtliga musikvideor för Toto IV. 

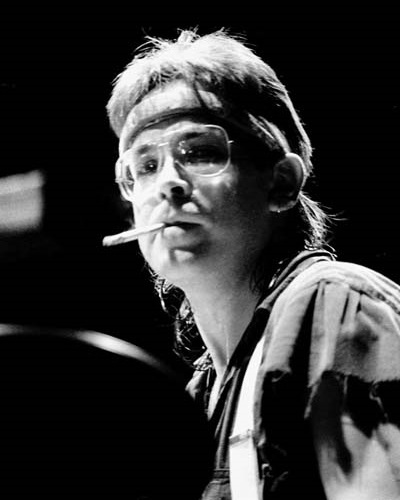
Jeff Porcaro live 1986.

Sångaren Bobby Kimball stod i början av 1983 inför åtal för narkotikarelaterade brott. Under en rättegång blev han förklarad oskyldig och målet lades ner den 28 maj samma år. Kimball fick året därpå sparken från bandet. Vid ett tillfälle erbjöds Richard Page, från bandet Mr. Mister, rollen som sångare, men tackade nej för att istället fortsätta med sitt band. Fergie Frederiksen (som tidigare varit medlem i Angel, Trillion och Le Roux) blev ny sångare och bandet spelade in Isolation som gavs ut i november 1984. Isolation lyckades inte nå samma framgångar som Toto IV men uppnådde guld-status i USA, mycket tack vare singeln "Stranger in Town". Den efterföljande turnén påbörjades i februari 1985 avslutades tre månader senare
Efter turnén sparkades Frederiksen. Lukather hävdade att bandet hade svårt att arbeta med Frederiksen eftersom han hade svårt att spela in med dem i studion. Bandet höll en audition för att hitta en nya sångare och Joseph Williams, son till berömda filmkompositören John Williams och sångerskan/skådespelerskan Barbara Ruick, valdes att ta över efter Frederiksen i början av 1986. När Willams väl hade blivit medlem började Toto skriva och spela in nästa album, Fahrenheit, som gavs ut i oktober 1986. Flera av låtarna på albumet hade påbörjats med Frederiksen och han är också med och körar på låten "Could This Be Love".
Med Fahrenheit var bandet tillbaka i sina pop/rockrötter efter det lite tyngre albumet Isolation. "I'll Be Over You" och "Without Your Love", som båda var ballader sjungna av Lukather, blev albumets två hitsinglar. Albumet innehar flera gästmusiker. Den legendariska jazztrumpetaren Miles Davis medverkar på den instrumentala låten "Don't Stop Me Now". Dessutom medverkade den då okända Paula Abdul som dansare i musikvideon till "Till the End". Michael McDonald körade på låten "I'll Be Over You" medan The Eagles grundare och låtskrivare Don Henley medverkade på Steve Porcaros låt "Lea". Efter att Fahrenheit givits ut åkte bandet ut på ytterligare en världsturné. Efter turnén lämnade Steve Porcaro gruppen för att istället satsa på film och tv-musik. 1994 hade albumet sålt i över 500 000 exemplar i USA. Steve Porcaro ersattes aldrig och Toto beslutade istället att fortsätta som en kvintett. Porcaro hjälpte dock bandet på flera av dess efterföljande studioalbum.
1988 gav Toto ut sitt nästa studioalbum, The Seventh One. Jon Anderson från Yes körade på singeln "Stop Loving You". Albumets andra singel, "Pamela", var väldigt populär och blev gruppens sista singel att nå topp-40 i USA. The Seventh One blev bandets mest framgångsrika album sedan Toto IV och gruppen turnerade från februari till juli 1988. Trots en mycket lyckad turné beslutade bandet att ersätta sångaren Joseph Williams. Bandet ville egentligen återförenas med originalsångaren Bobby Kimball för att spela in nya låtar till ett samlingsalbum, men skivbolaget ville istället att de skulle anställa den sydafrikanska sångaren Jean-Michel Byron. Innan Byron rekryterades spelade bandet in "Goin' Home" med Kimball. Denna låt gavs senare ut på Toto XX som en "outgiven låt." När Byron sedan anslöt spelade han och Toto in fyra nya låtar som ingick på deras greatest hits-album Past to Present 1977-1990 som gavs ut 1990. Toto inledde därefter "Planet Earth" turnén som varade från september till december 1990. Bandet kom inte överens med Byron och irriterade sig på hans divaliknande beteende och flamboyanta scennärvaro. Han blev degraderad till körsång och fick slutligen sparken när turnén avslutats. Samtidigt fick bandet reda på att förre sångaren, Bobby Kimball, bokade spelningar under namnet "Toto". I april greps den tidigare sångaren Joseph Williams för narkotikarelaterade grunder.

### 1991–2001: Jeff Porcaros död och medlemsbyten

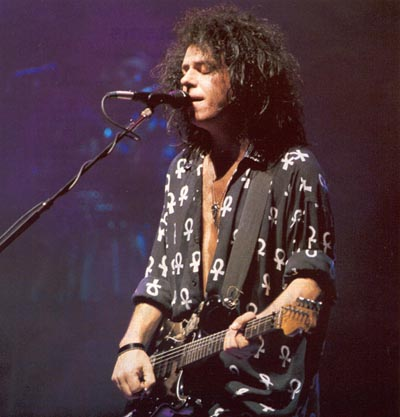
Steve Lukather tog 1991 över som sångare i gruppen.

När Toto nu åter stod utan sångare klev gitarristen Steve Lukather fram till mikrofonen och blev ny frontfigur. 1991 spelade bandet på Montreux Jazz Festival och spelade in Kingdom of Desire som gavs ut på Columbia Records i de flesta delar av världen och på Clive Davis skivbolag Relativity Records i USA.
Jeff Porcaro avled den 5 augusti 1992 vid 38 års ålder; enligt Los Angeles Times var dödsorsaken en hjärtattack från åderförkalkning orsakat av kokain. Vid denna tidpunkt bröt gruppen nästan upp, Porcaros familj insisterade dock på att bandet skulle fortsätta. Engelsmannen Simon Phillips var den enda trummis som kontaktades för att ersätta Porcaro då bandet visste att Porcaro gillade Phillips och eftersom Lukather tidigare arbetat med Phillips på en turné med Santana och Jeff Beck i Japan 1986. Phillips anslöt till bandet och den efterföljande turnén dedicerades till Jeff. 1993 gavs livealbumet Absolutely Live ut. Mellan 1991 och 1998 tog Lukather hand om majoriteten av sången under liveframträdanden, men äldre låtar, som tidigare sjungits av Kimball, Frederiksen och Williams, sjöngs istället av körarna Fred White (som 1992 ersattes av John James), Jack McGee (som började 1990 och 1992 blev ersatt av Donna McDaniel) och Jenny Douglas McRae. John sjöng "Stop Loving You" och Kimballs del av "Rosanna", Donna sjöng "Home of the Brave" och "Angel Don't Cry", och Jenny sjöng "Hold the Line". Den 14 december 1992 hölls en hyllningskonsert för Jeff Porcaro i Universal Amphitheatre. De fyra kvarvarande medlemmarna framförde låtar tillsammans med gäster som Don Henley, Eddie Van Halen, Donald Fagen, Walter Becker, Boz Scaggs, James Newton Howard, Michael McDonald, Richard Marx och George Harrison. Efter turnén tog bandet en paus för att arbeta på soloprojekt.
1995 gav Toto ut sitt första album med Phillips som trummis, Tambu. Albumet var en avvikelse från Totos 1970- och 1980-talssound. Tambu var ett organisk album och innehöll singeln "I Will Remember", som spelades måttligt på radio. Övriga singlar var "Drag Him to the Roof" och "The Turning Point". På albumet återfanns också John James och Jenny Douglas-McRae som körsångare på flera av låtarna. Douglas-McRae sjöng även på albumets bonusspår, "Blackeye", och även en duett med Lukather på "Baby He's Your Man". Tambu har sålt i över 600 000 exemplar världen över. Den efterföljande turnén var en stor framgång, även om bandet struntade i att besöka Nordamerika. Simon Phillips led av ryggproblem, så Gregg Bissonette vikarierade för honom under den första delen av turnén, i slutet av 1995. Resten av turnénbesättningen förblev densamma, med undantaget Donna McDaniel som lämnat bandet 1994. Låten "Hold the Line" sjöngs nu som en duett mellan Jenny och John, men de båda fick dock lämna bandet i slutet av 1997.
1997, inför gruppens 20-årsjubileum, började Paich och Lukather att gå igenom flera gamla inspelningar och demos för att ge ut ett album med outgivna låtar. Albumet, Toto XX, gavs ut 1998 med låten "Goin' Home" som singel. Efter utgivningen gav gruppen sig ut på en mindre PR-turné med de tidigare medlemmarna Bobby Kimball, Steve Porcaro och Joseph Williams.
Efter turnén blev Kimball åter bandets sångare, 14 år efter att han lämnat gruppen. Bandet gav ut sitt tionde studioalbum Mindfields i början av 1999 och inledde en återföreningsturné runt hela världen och återvände till USA för första gången på sex år. Det nya albumet innehöll tre singlar, "Melanie", "Cruel" och "Mad About You", en låt skriven av David Paich och den förra sångaren Joseph Williams. Senare samma år gavs livealbumet Livefields ut. Turnén avslutades officiellt 2000, men bandet gjorde också några spelningar under 2001. David Paich tog en kort paus från turnerandet under 2000 Jeff Babko tog, temporärt, hans plats i bandet. Paich kom dock tillbaka 2001.

### 2002–2014: Uppbrott och återförening
I samband med firandet av Totos 25-årsjubileum gav bandet ut Through the Looking Glass, ett coveralbum som hyllade bandets musikaliska influenser, såsom Bob Marley, Steely Dan, George Harrison och Elton John. Två singlar gavs ut, "Could You Be Loved", och "While My Guitar Gently Weeps". Albumet floppade och många fans blev upprörda över utgivandet och tyckte att bandet istället borde ha skrivit nytt material. Efter den följande turnén släppte Toto ett livealbum och DVD, Live in Amsterdam, i slutet av 2003.

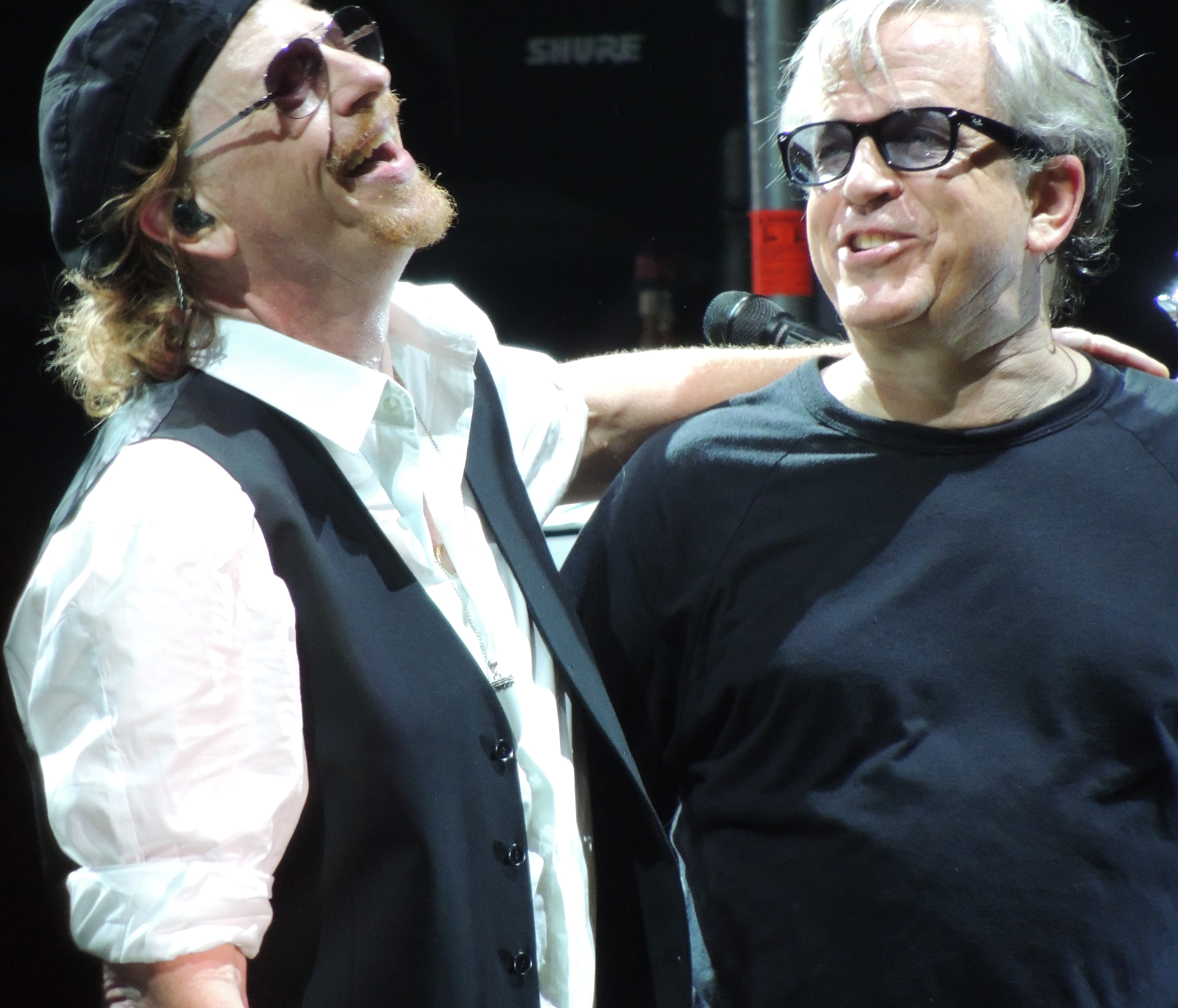
Joseph Williams och Steve Porcaro återvände till Toto 2010.

Från och med juni 2003 slutade keyboardisten David Paich att turnera av familjeskäl. Greg Phillinganes tog över Paichs plats den resterande delen av turnén. I slutet av 2003 var Paich tillbaka, men spelade bara under ett fåtal veckor innan han åter lämnade gruppen. Phillinganes kallades då återigen in. Bandet turnerade under hela 2004 och 2005, Paich medverkade bara under vissa konserter och Phillinganes spelade på majoriteten av konserterna. 2005 blev han permanent medlem i Toto och Paich slutade helt att turnera. Paich var dock fortfarande medlem i gruppen då han fortsatte att spela in och producera alla gruppens utgivningar.
I början av 2006 gav Toto ut Falling in Between via det italienska skivbolaget Frontiers, deras första album med nytt material sedan 1999. På albumet medverkade Steve Porcaro och den första singeln "Bottom of Your Soul" var en duett mellan Lukather och Joseph Williams. Därefter inledde Toto på en omfattande världsturné under 2006, vilken också fortsatte in i 2007. 2007 kunde Mike Porcaro inte fortsätta att turnera på grund av sjukdom, gruppen kallade då in basisten Leland Sklar för att ersätta Porcaro. De tidigare sångarna Fergie Frederiksen och Joseph Williams gjorde några gästspel med bandet i maj och juni 2007. Den 17 augusti samma år gav gruppen ut Falling in Between Live.
2008 skrev Steve Lukather på bandets hemsida att han inte längre hade någon lust att spela med det redan splittrade bandet. Han menade att då varken David Paich eller någon av syskonen Porcaro fanns kvar i bandet kändes det inte rätt att fortsätta. Som den enda återstående originalmedlemmen valde han, i samråd med bröderna Porcaro och David Paich, att lägga ner bandet. När det år 2010 uppdagades att Mike Porcaro led av ALS valde bandet att återförenas och göra en kort turné i Europa för att hedra honom. Till turnén återkom Joseph Williams och David Paich som gruppmedlemmar istället för Bobby Kimball och Greg Phillinganes, dessutom återkom Steve Porcaro som hade lämnat bandet 1986. Som basist rekryterades Nathan East. Turnén 2010 blev en nytändning för gruppen – de återkom även 2013 då de firade sitt 35-årsjubileum med en turné i Europa.
Den 5 november 2013 bekräftades det både på Totos och David Paichs officiella Facebooksidor att bandet påbörjat arbetet med ett nytt album. Bandet beträdde studion tidigt under 2014. Den 18 januari 2014 avled gruppens förra sångare Fergie Frederiksen i levercancer. Den 23 januari meddelades det på Totos officiella webbplats att Simon Phillips lämnat bandet för att fokusera på sin solokarriär, och att han ersatts av Keith Carlock som tidigare arbetat med bland andra Sting och Steely Dan. Den 28 mars 2014 meddelade Lukather via sin officiella Facebooksida att Nathan East lämnar bandet efter gruppens Japan-turné i april-maj 2014 för att fokusera på sin solokarriär och andra projekt. Originalbasisten David Hungate anslöt till gruppen under en turné i USA sommaren 2014. Hungate spelade också på flera spår på det nya studioalbumet. Från 2014 har Shannon Forrest spelat trummor med bandet då Carlock varit förhindrad att delta på turnéer.

### 2015–2019: Toto XIV och nytt uppbrott

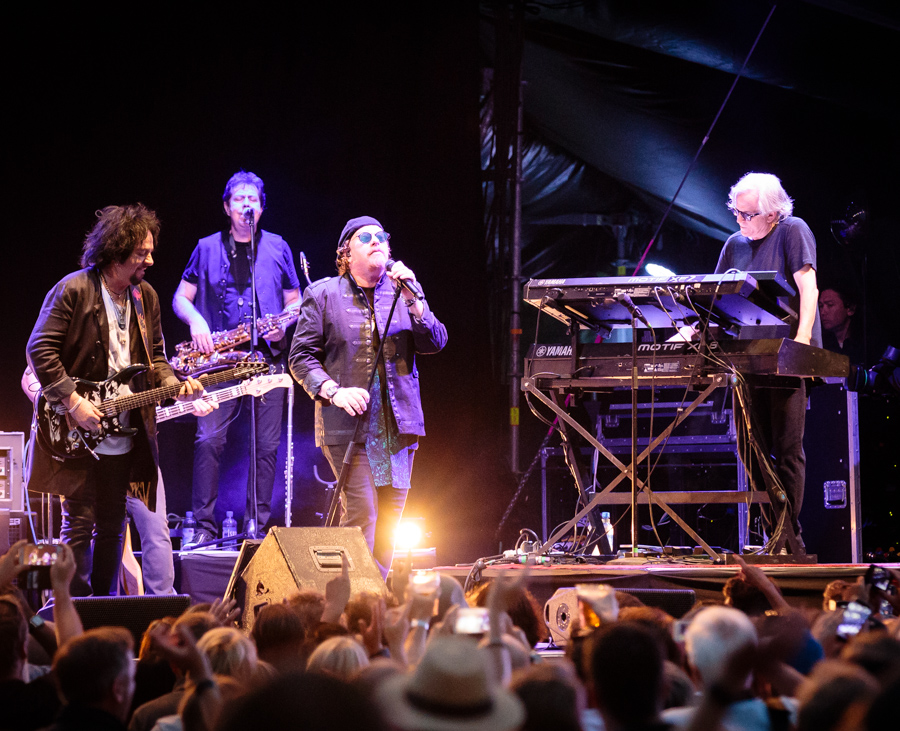
Toto live på Kongsberg Jazzfestival, Norge 2017.

Toto XIV, gruppens 13:e och första studioalbum på nio år, gavs ut i mars 2015. För att promota albumet turnerade bandet under 2015 i Europa, Nordamerika, Asien och Oceanien. Den 15 mars 2015 avled Mike Porcaro, efter komplikationer med ALS, medan han sov i sitt hem i Los Angeles. Den 29 september 2015 tillkännagav Lukather en turné i Europa och Japan under 2016, och att Hungate lämnat bandet och ersatts av Leland Sklar som turnerade med gruppen 2007 och 2008. Sklar lämnade sedan gruppen i början av 2017 och ersattes av Shem von Schroeck. I början av 2017 tillbringade gruppen en del tid i studion, där man spelade in tre låtar; "Spanish Sea", "Alone" och "Struck by Lightning". Dessa tre låtar ingick i samlingsalbumet 40 Trips Around the Sun som gavs ut den 9 februari 2018.
Den 20 juli 2018 meddelade Toto: "David Paich kommer inte att medverka på bandets kommande Nordamerikanska turné. Han planerar att fokusera på sin hälsa och ser fram emot att återvända ut på vägarna när han är redo för det. I keyboardistens frånvaro under turnén kommer Dominique 'Xavier' Taplin (som tidigare spelat med Prince) att vikariera för David och spela med Toto." Vid den här tidpunkten bestod Toto av Williams, Lukather, och Steve Porcaro samt turnémusikerna Castro, Forrest, Ham, von Schroeck och Taplin.
Efter den Europieska delen av turnén gjorde Toto en cover på "Hash Pipe" av Weezer, som ett svar på deras cover av Totos "Africa". Låten lades till som ett av extranumren under bandet turné i Nordamerika 2018. Den 18 september 2018 gav Lukather ut sin självbiografi The Gospel According to Luke, en humoristisk skildring av hans liv inom musiken. En ljudbook gavs ut kort därefter via Audible.
Den 2 januari 2019 påbörjade Toto 2019 års del av 40 Trips Around The Sun-turnén i Byron Bay på Falls Festival. Taplin ersatte Paich genom hela den turnén. Toto inledde en kort turné i Nordamerika den 20 september 2019 samtidigt som Lukather tillkännagav att turnén kommer att vara bandets sista på "ett tag", och att spänningar inom bandet och dess management har ökat på grund av pågående juridiska problem, såsom en pågående stämning från änkan till den grundande medlemmen och trummisen Jeff Porcaro, Susan Porcaro-Goings. Paich gjorde ett speciellt framträdande med gruppen då turnén påbörjades i Los Angeles, och sjöng och spelade på "Africa" samt "Home of the Brave".
Den 16 oktober 2019 tillkännagav Lukather att det efter den sista konserten i Philadelphia den 20 oktober 2019 skulle markera "slutet på denna konstellation av Toto". Lukather hade också meddelat att det arbetas med en film om Toto, och antydde också att han skulle skriva en ny bok med titeln The New Testament According to Luke. Paich gjorde ytterligare ett framträdande med bandet under den sista konserten i Philadelphia där han återigen framförde "Africa" och "Home of the Brave".

### 2020–idag: Ny konstellation av Toto
Den 19 oktober 2020, en dag ifrån årsdagen av gruppens sista konsert, meddelades det att Lukather och Williams skulle komma att fortsätta turnera under namnet Toto. Taplin och Ham som tidigare turnerat med bandet skulle också komma att medverka tillsammans med ytterligare tre musiker: basisten John Pierce (som tidigare spelat med Huey Lewis and the News), trummisen Robert "Sput" Searight (Snarky Puppy), samt Steve Maggiora (Robert Jon & The Wreck). Den nya konstellationen av bandet gör debut den 21 november 2020 via en streamad konsert.

## Medlemmar
| David Paich (keyboard) och Simon Phillips (trummor). |  | David Paich (keyboard) och Simon Phillips (trummor). |
| David Paich (keyboard) och Simon Phillips (trummor). |  |                                                      |

Nuvarande medlemmar
- Steve Lukather – gitarr, sång, keyboard, mandolin (1977–2008, 2010–2019, 2020–)
- Joseph Williams – sång (1986–1988, 2010–2019, 2020–)

Nuvarande turnémusiker
- Warren Ham – saxofon, kör (1986–1988, 2017–2019, 2020–)
- Dominique "Xavier" Taplin – keyboard (2018–2019, 2020–)
- Steve Maggiora – keyboard, sång (2020–)
- John Pierce – bas, sång (2020–)
- Robert "Sput" Searight – trummor (2020–)

Tidigare medlemmar
- David Paich – keyboard, sång (1977–2008, 2010–2019)
- Jeff Porcaro – trummor, slagverk (1977–1992)
- Steve Porcaro – keyboard, sång (1977–1989, 2010–2019)
- Bobby Kimball – sång, keyboard (1977–1984, 1998–2008)
- David Hungate – basgitarr (1977–1982, 2014–2015)
- Mike Porcaro – basgitarr, cello (1982–2007)
- Fergie Frederiksen – sång (1984–1985)
- Jean-Michel Byron – sång (1990)
- Simon Phillips – trummor, slagverk, keyboard (1992–2008, 2010-2014)
- Greg Phillinganes – keyboard, sång (2005–2008)
- Keith Carlock – trummor (2014)

Turnémusiker
- Lenny Castro – slagverk (1979–1981, 1982–1987, 2015–2019)
- Tom Kelly – gitarr, kör (1979)
- Keith Landry – gitarr, kör (1980)
- James Newton Howard – keyboard (1981–1982)
- Timothy B. Schmit – kör (1981, 1982)
- Jon Smith – saxofon, kör (1981–1982)
- Paulette Brown – kör (1985–1987)
- Scott Page – saxofon, gitarr, kör (1985)
- Ralph Rickert – blåsinstrument, kör (1986–1987)
- Luis Conté – slagverk (1988)
- John Jessel – keyboard, effekter, sång (1990–2003)
- Chris Trujillo – slagverk (1990–1993)
- Jenny Douglas-Foote – sång, kör (1990–1993, 1995, 1996–1997, 2011–2012, 2014–2016)
- Jackie McGhee – kör (1990–1991)
- Denny Dias – gitarr (1991)
- Fred White – kör (1991)
- John James – sång (1992–1997)
- Donna McDaniel – kör (1992–1994)
- Gregg Bissonette – trummor (1995)
- Chris Cadeau – trummor (1996)
- Sofia Bender – kör (1996)
- Tony Spinner – gitarr, sång (1999–2008)
- Buddy Hyatt – slagverk, gitarr, sång (1999)
- Jeff Babko – keyboard (2000)
- Greg Phillinganes – keyboard, sång (2002–2005)
- Ricky Lawson – trummor, slagverk (2003)
- Jon Farriss – trummor (2003)
- Leland Sklar – basgitarr (2007–2008, 2015–2017)
- Mabvuto Carpenter – kör (2010–2016)
- Jory Steinberg – kör (2010)
- Nathan East – basgitarr, sång (2010–2014)
- Amy Keys – kör (2013–2014)
- Shannon Forrest – trummor (2014–2019)
- David Santos – basgitarr (2015)
- Shem von Schroeck – basgitarr (2017–2019)

## Diskografi
| Studioalbum - 1978 – Toto - 1979 – Hydra - 1981 – Turn Back - 1982 – Toto IV - 1984 – Isolation - 1986 – Fahrenheit - 1988 – The Seventh One - 1992 – Kingdom of Desire - 1995 – Tambu - 1999 – Mindfields - 2002 – Through the Looking Glass - 2006 – Falling in Between - 2015 – Toto XIV - 2018 – Old Is New | Livealbum - 1993 – Absolutely Live - 1999 – Livefields - 2003 – Live in Amsterdam - 2007 – Falling in Between Live - 2014 – 35th Anniversary: Live in Poland - 2016 – Live at Montreux 1991 Övriga album - 1984 – Dune - 1990 – Past to Present 1977-1990 - 1998 – Toto XX - 2018 – 40 Trips Around the Sun | Video/DVD - 1990 – Past to Present the Videos (VHS) - 1992 – Toto Live (VHS) - 2002 – Greatest Hits Live...and more (DVD) - 2003 – Live in Amsterdam (DVD)/(Blu Ray) - 2004 – Past to Present the Videos (DVD) - 2007 – Falling In Between Live in Paris (DVD) |